# 姜榮中
姜榮中（Kang Young-Joong，1949年—），韩国籍，出生在韩国南部晋州。他在2005年至2013年間擔任羽毛球世界联合会主席。

## 簡歷
在姜荣中上任後，世界羽联經歷从英格兰搬到马来西亚，期間内部一直处于激烈的斗争，他跟马来西亚籍的第一副主席古纳兰在羽毛球的发展理念上，存在严重分歧。
2007年8月，在吉隆坡世锦赛期间举行的理事会会议上，大會以14票支持、5票反对通过对姜荣中的不信任案，讨论内容涉及到“由姜荣中发起的世界羽毛球基金会”，该基金会并不在世界羽联的管辖之下，不仅与世界羽联呈“竞争”的态势，而且散发了一些批评世界羽联理事会及个别世界羽联官员的文件；理事会因此对姜荣中领导世界羽联、解决内部矛盾的能力提出质疑。姜荣中随后举行新闻发布会，痛斥第一副主席古纳兰的篡权行为，指责世界羽联充斥着“披着民主外衣的专政”。
及至2008年，古纳兰辞职，这场内斗风波才告一段落。在2009年於中國广州举行的世界羽联成立75周年年会上，姜荣中以超过七成的选票当选，成功连任主席。